# Nati nel 1000
| Questa pagina contiene informazioni ricavate automaticamente dalle voci biografiche con l'ausilio del template Bio e di un bot. L'aggiornamento è periodico e automatico e ricostruisce completamente la pagina. Se manca una persona in questa lista, sei pregato di non aggiungerla, ma accertati piuttosto che la sua voce biografica contenga il template Bio e che i dati anagrafici siano correttamente compilati. Se il template Bio manca, inseriscilo tu stesso o, in alternativa, metti l'avviso {{tmp\|Bio}} che ne segnala la mancanza. Se i dati riportati sono sbagliati, correggi direttamente la voce biografica; le modifiche saranno visibili in questa lista entro pochi giorni. Per chiarimenti vedi il progetto biografie. La lista contiene solo le 6 persone che sono citate nell'enciclopedia e per le quali è stato implementato correttamente il template Bio. Pagina aggiornata al 2 apr 2025. |

- Bertoldo I di Zähringen, nobile tedesco († 1078)
- Enrico I di Lotaringia, nobile tedesco († 1060)
- Giovanni l'Orfanotrofo, bizantino († 1043)
- Ibn Rashī´q, poeta arabo († 1064)
- Michele I Cerulario, arcivescovo ortodosso bizantino († 1059)
- Uta di Ballenstedt, nobildonna tedesca († 1046)